# James Bogardus
James Bogardus (14 mars 1800 - 13 avril 1874) est un inventeur et architecte américain, pionnier de l'architecture métallique américaine pour laquelle il a obtenu un brevet en 1850.

## Jeunesse
Bogardus naît dans la ville de Catskill à New York le 14 mars 1800. Il est l'un descendant du Rév. Everardus Bogardus (en) (mort en 1647), le deuxième ecclésiastique de la Nouvelle-Néerlande.
À l'âge de quatorze ans, il quitte l'école pour commencer un apprentissage chez un horloger.

## Carrière
En 1828, Bogardus invente une machine à filer le coton appelée ring flier. En 1831, il invente une machine à graver mécanisée qui sert à graver des matrices de billets de banque. Il invente également le moulin à excentricité en 1832, dont le principe est toujours utilisé pour les roulements à billes ou pour le meulage des lentilles.
À partir de 1850, il dépose un brevet et démocratise l'utilisation de la fonte dans la construction de façades de bâtiments, en particulier à New York. Il travaille également à Washington, DC, où trois structures en fonte érigées par Bogardus en 1851 sont les premières constructions de ce type dans la capitale. Le succès des extérieurs en fonte de 1850 à 1880 conduit à l'adoption de la construction à ossature d'acier pour des bâtiments entiers.

## Vie privée
Il épouse Margaret Maclay (1803–1878), la fille de Fille du Rév. Archibald Maclay.
Bogardus décède à New York à l'âge de 74 ans. Il est enterré au Cimetière de Green-Wood à Brooklyn, New York.

## Postérité
Un petit parc de Tribeca (New York), à l'intersection de Chambers Street, Hudson Street et West Broadway (Manhattan), s'appelle James Bogardus Triangle.

## Bâtiments de James Bogardus
- 63 Nassau Street (en)
- 254 Canal Street (en)
- 75 Murray Street (en)
- 85 Leonard Street (en)
- Iron Clad Building (en), Cooperstown, New York (92 Main St, Cooperstown, NY)